# (4488) Tokitada
(4488) Tokitada es un asteroide perteneciente al cinturón de asteroides, descubierto el 21 de octubre de 1987 por Kenzo Suzuki y el también astrónomo Takeshi Urata desde el Toyota Observatory, Japón.

## Designación y nombre
Designado provisionalmente como 1987 UK =. Fue nombrado Tokitada en homenaje a Taira-no Tokitada capitán japonés del periodo Heian, tío de Taira no Kijomori.

## Características orbitales
Tokitada está situado a una distancia media del Sol de 2,180 ua, pudiendo alejarse hasta 2,495 ua y acercarse hasta 1,866 ua. Su excentricidad es 0,144 y la inclinación orbital 4,352 grados. Emplea 1176 días en completar una órbita alrededor del Sol.

## Características físicas
La magnitud absoluta de Tokitada es 13,7. Tiene 4,5 km de diámetro y su albedo se estima en 0,317.